# Râul Garbanevski
Râul Garbanevski (în ucraineană Горбанівський, transliterat: Horbanivskîi) este un curs de apă, afluent de stânga al râului Suceava pe teritoriul Ucrainei. 